# David Matthews (componist)

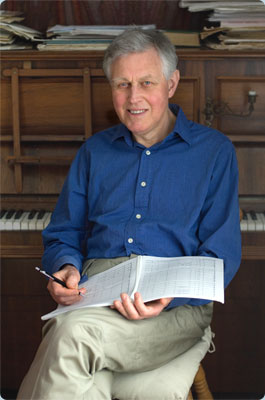
David Matthews

David Matthews (Londen, 9 maart 1943) is een Brits componist.

## Biografie
David komt samen met zijn broer Colin Matthews uit een niet speciaal muzikaal gezin. David en Colin leidden elkaar samen op. Zijn move naar muziek begint als hij ongeveer 16 jaar oud is. De klassieke muziek maakt dan een enorme sprong vooruit. Hij krijgt les in de klassieke muziek aan de Universiteit van Nottingham, maar later, als hij tot de conclusie komt dat zijn basis, ontstaan door voornamelijk zelfstudie, te smal is, volgt hij lessen bij Anthony Milner. Daarna studeerde hij nog privé verder bij Nicholas Maw en Peter Sculthorpe. Hij werkt drie jaar bij Benjamin Britten bij het Aldeburgh Festival. Pas als hij 25 is, volgt zijn eerste compositie, hij noemde het toepasselijk Opus 1. Hij heeft dan al wat muzikale oefeningen verricht binnen het oeuvre van Gustav Mahler; eerst maakte hij samen met zijn broer een orkestratie van zeven liederen van die componist; later waren zij samen betrokken bij het tot uitvoering brengen van de 10e symfonie van Mahler.
Dat waren ook zo’n beetje de enige werken waarbij de broers samen betrokken waren; ze gaan grotendeels ieder hun eigen weg. Anno 2016 heeft David Matthews negen symfonieën en veertien strijkkwartetten in zijn oeuvre. Hij ontvangt nog steeds verzoeken tot het componeren van werken voor uiteenlopende gezelschappen; van kamermuziek tot zijn Vespers voor solisten, koor en orkest.
Tot slot heeft David Matthews ook een aantal boeken op zijn conto; van zijn hand verschenen boeken over Michael Tippett en Britten.

## Muziek
Zijn muziek is beïnvloed door de stijl van de componisten, die hun hoogtijdagen hadden in de jaren 60, Tippett en Maw. Daarbij bleven melodielijnen van belang, in tegenstelling tot andere bewegingen die de theorie de boventoon lieten voeren. Een eigenaardigheid van David Matthews is zijn ontdekking van de tango, die op de vreemdste momenten in zijn composities opduikt; in 2000 schrijft hij zelf een tango voor strijkorkest: Total Tango, opus 80. Opvallend was destijds de ontvangst van zijn vierde symfonie uit 1990, in een tijdperk dat het genre als min of meer dood verklaard was.

## Belangrijkste werken
- negen symfonieën (1975-2016)
- veertien strijkkwartetten (1969-2016)
- Songs and Dances of Mourning voor cello (1976)
- September muziek voor klein orkest (1979)
- Serenade voor kamerorkest (1982)
- 2 Vioolconcerten (1982; 1998)
- Hoboconcert (1992)
- klarinetkwartet (1984)
- In the dark time  voor orkest (1985)
- Variaties voor strijkorkest (1986)
- Vespers (1995)